# Paruline à pattes pâles
Myiothlypis signata
Espèce
Répartition géographique
Statut de conservation UICN

 LC  : Préoccupation mineure
La Paruline à pattes pâles (Myiothlypis signata, anciennement Basileuterus signatus) est une espèce de passereaux appartenant à la famille des Parulidae.

## Distribution et habitat
La paruline à pattes pâles habite les zones entre 2 000 m et 2 800 m des forêts montagneuses du Pérou, de la Bolivie et de l'Argentine.